# N.Technology
N.Technology – włoski zespół wyścigowy utworzony przez Mauro Sipsza oraz Monicę Bregoli.

## Historia
N.Technology (pierwotnie nazywało się Nordauto Squadra Corse lub Team Nordauto) został stworzony w celu osiągania sukcesów i propagowania marki Fiata. w 1994 roku nazwę zespołu zmieniono na Nordauto Engineering, a w 2001 na obowiązującą do dziś N.Technology.

### Samochody turystyczne
Zespół N.Technology zaprojektował i zbudował Alfa Romeo 156, którym przez długi czas ścigali się w wyścigach samochodów turystycznych. W tym czasie wygrali aż trzykrotnie z rzędu European Touring Car Championship z Fabrizio Giovanardim za kierownicą w latach 2001 i 2002 oraz z Gabriele Tarquinim w roku 2003. W roku 2005 serię przekształcono w World Touring Car Championship i w pierwszym roku startów Giovanardi zajął trzecie miejsce. W sezonie 2006 ze wsparcia dla zespołu wycofała się Alfa Romeo, pomimo tego N.Technology kontynuowało swoje starty zajmując w następnych dwóch latach po raz kolejny trzecie miejsce (Augusto Farfus w roku 2006 oraz James Thompson w roku 2007). Przed sezonem 2008 zespół zrezygnował z wysłużonej już Alfy Romeo 156 i postanowił przebudować Hondę Accord Euro R do startów w tym sezonie. Jedynym kierowcą zespołu został Thompson, lecz za kierownicą Hondy nie odnosił wielkich sukcesów, zaledwie jeden wygrany wyścig w sezonie 2008. Po zakończeniu sezonu N.Technology wycofało się z rywalizacji w WTCC.

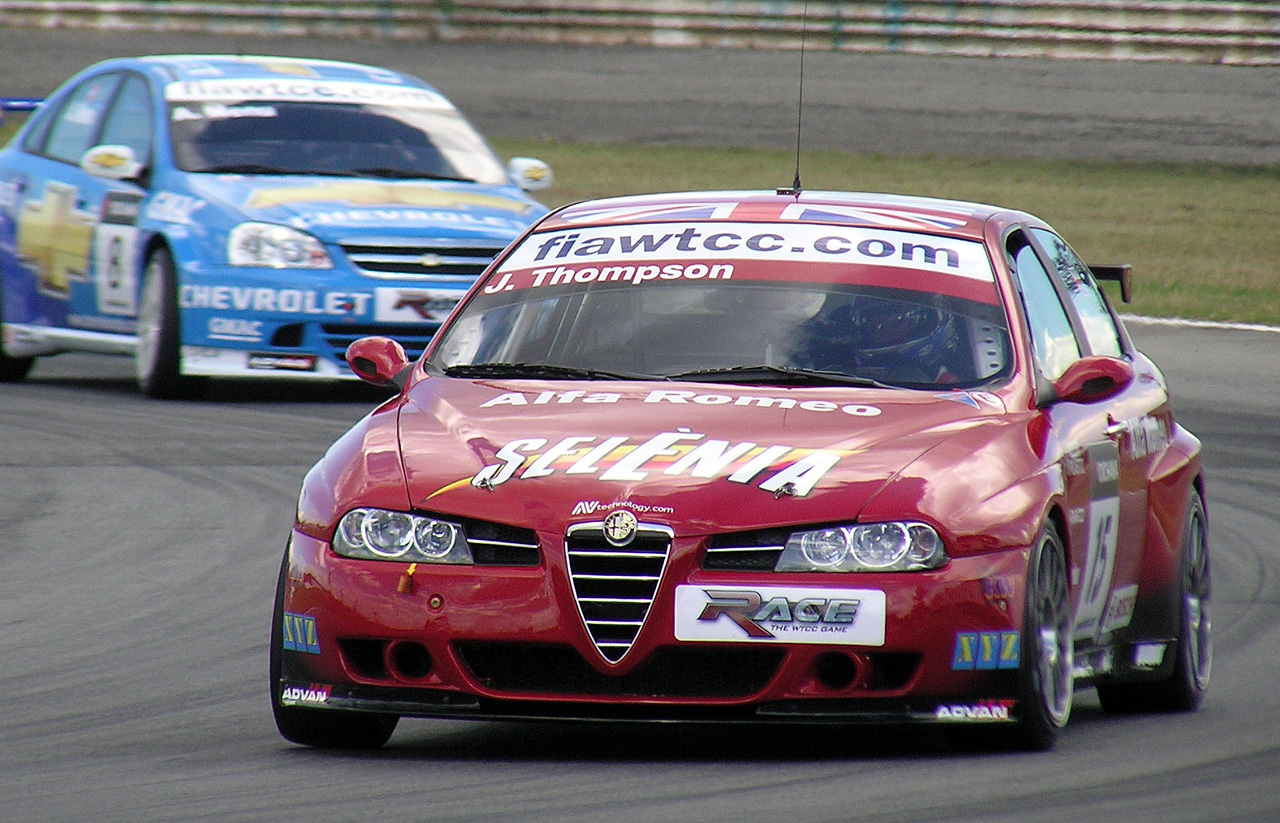
James Thompson za kierownicą Alfy Romeo 156 zespołu N.Technology podczas rundy WTCC na torze Curitiba w 2007 roku
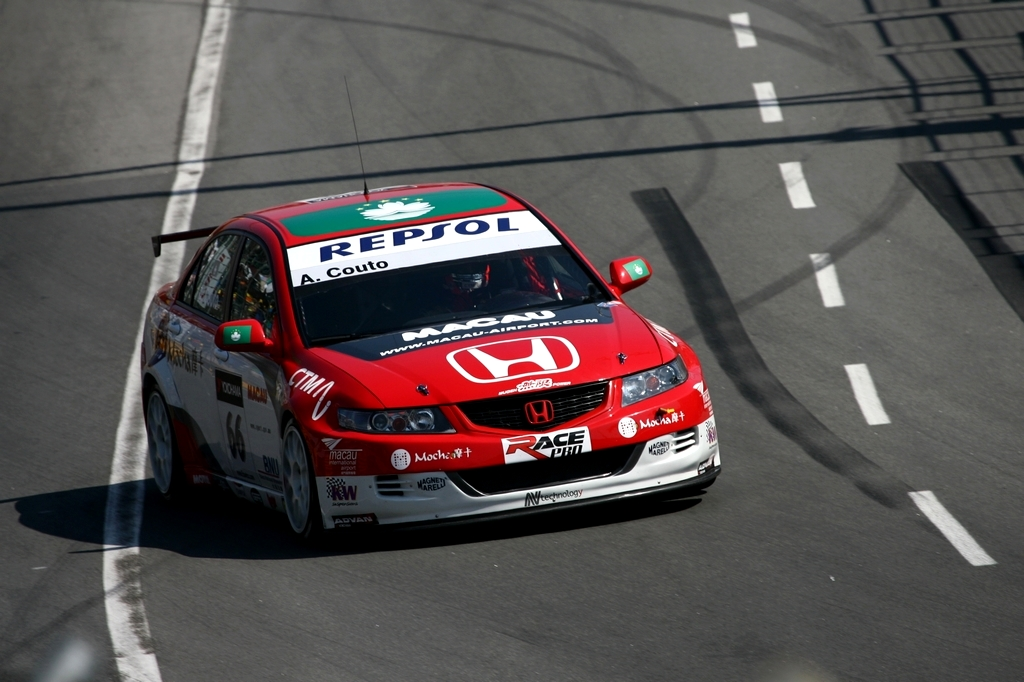
André Couto za kierownicą Hondy Accord podczas ostatniego wyścigu zespołu w WTCC na torze Guia Circuit w Makau

### Rajdy
N.Technology reprezentował również Fiata w Intercontinental Rally Challenge w inauguracyjnym sezonie serii. Zespół wystawił Fiata Punto Abarth S2000 z Giandomenico Basso za kierownicą wygrywając mistrzostwo serii.

### Formuła Master

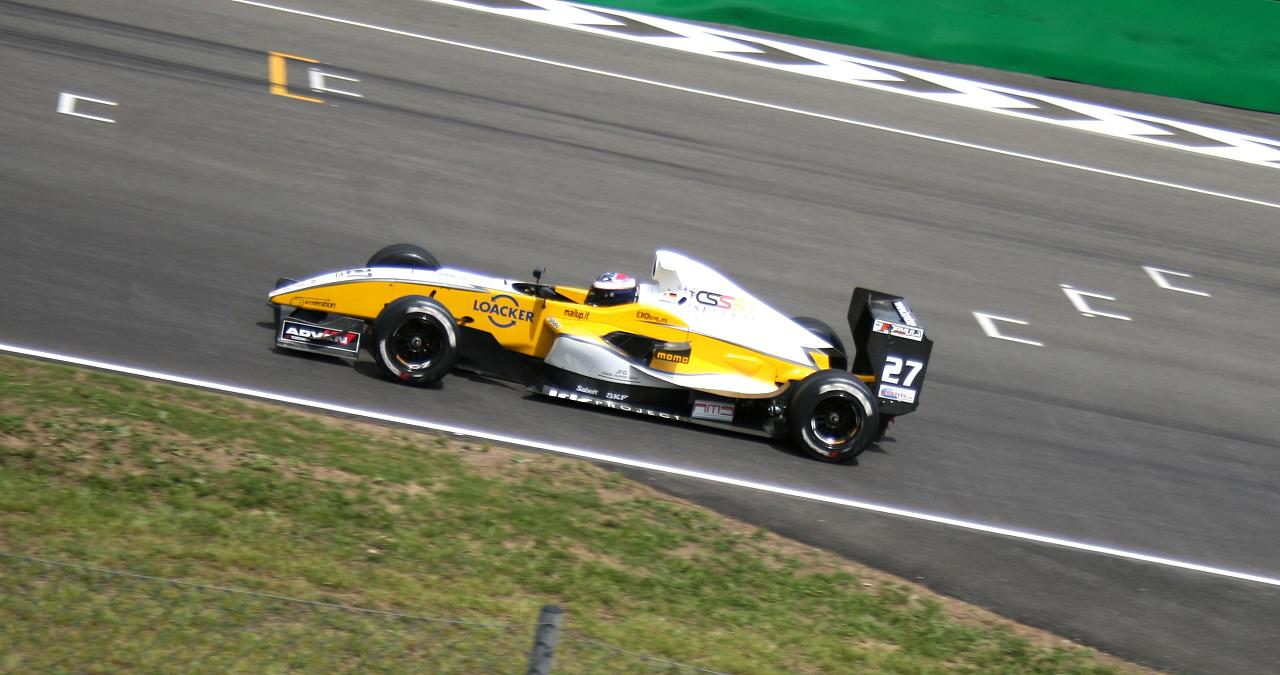
Samochód Międzynarodowej Formuły Master

Zespół utworzył także własną serię Formuła Master w 2007 roku. Pierwszym mistrzem nowej serii został Jérôme d’Ambrosio, który później awansował do serii GP2, a teraz rywalizuje o miejsce w stawce Formuły 1 na sezon 2010. Ostatnio jednak seria przeżywa kryzys i na starcie pojawia się coraz mniej zawodników.

### Zgłoszenie do Formuły 1
W 2009 roku partner zespołu N.Technology – MSC Organization Ltd wysłał zgłoszenie do startów w sezonie 2010 Formuły 1. Włoski zespół ogłosił, że będzie współpracował z MSC Organization, jeżeli jego zgłoszenie zostanie przyjęte. Ostatecznie jednak zespół nie pojawił się na liście chętnych do dołączenia w tym sezonie. Okazało się, że w związku z grożącym Formule Jeden rozłamem (FOTA chciała stworzyć własne mistrzostwa) zespół nie był zainteresowany startem w mistrzostwach bez producentów w związku z czym wycofał swoje zgłoszenie.